# Средние Девлизери
Средние Девлизери — деревня в Пестречинском районе Татарстана. Входит в состав Екатериновского сельского поселения.

## География
Находится в северо-западной части Татарстана на расстоянии приблизительно 17 км на юго-восток по прямой от районного центра села Пестрецы у речки Ошняк.

## История
Известна с 1646 года, упоминалась также как Поспеловка.

## Население
Постоянных жителей было: в 1782 — 32 души мужского пола, в 1859—207, в 1897—286, в 1908—315, в 1920—384, в 1926—344, в 1949—259, в 1958—215, в 1970—126, в 1979 — 30, в 1989 — 54, в 2002—63 (русские 100 %), 60 в 2010.